# Methona
Genre
 Methona est un genre de papillons de la famille des Nymphalidae et de la sous-famille des Danainae.

## Historique et  dénomination
Le genre   Methona a été nommé par Henry Doubleday en 1847.
Synonyme : Gelotophye d'Almeida, 1940.

## Liste des espèces
- Methona confusa Butler, 1873
- Methona curvifascia Weymer, 1883
- Methona grandior (Forbes, 1944)
- Methona maxima (Forbes, 1944)
- Methona megisto C. & R. Felder, 1860
- Methona singularis (Staudinger, 1884)
- Methona themisto (Hübner, 1818)[1].